# Cyornis umbratilis
El papamoscas pechigrís (Cyornis umbratilis) es una especie de ave paseriforme de la familia Muscicapidae propia del sudeste asiático.

## Distribución y hábitat
El papamoscas pechigrís se encuentra en las selvas tropicales la península malaya, Sumatra, Borneo y Belitung. Está amenazado por la pérdida de hábitat.